# L'isola misteriosa
L'isola misteriosa (L'Île mystérieuse) è un romanzo di avventura dell'autore francese Jules Verne. Fu pubblicato a puntate dal 1874 al 1875 nella rivista Magasin d'Éducation et de Récréation e raccolto in volume da Hetzel nel 1875 con numerose illustrazioni di Jules Férat. Costituisce il terzo e ultimo capitolo di una trilogia iniziata con I figli del capitano Grant e Ventimila leghe sotto i mari; per questo vi si ritrovano alcuni personaggi dei due capitoli precedenti e allusioni alle vicende in essi narrate.
Il romanzo racconta le avventure di un gruppo di statunitensi naufragati su un'isola del Pacifico meridionale non segnata sulle mappe. L'"isola misteriosa" sulla quale la storia è ambientata (un'isola fittizia ipoteticamente situata nell'oceano Pacifico 34°57′00″S 150°30′00″W circa 2500 km a est della Nuova Zelanda) può anche essere un riferimento alla vera isola di Lincoln.
Il romanzo fu tradotto in italiano nel 1875.
Il romanzo inizialmente pare essere una sorta di manifesto della capacità degli uomini di scienza che sottomettono la natura ai loro bisogni. Grazie alle conoscenze scientifiche e alle capacità tecnico-pratiche dei naufraghi l'isola di Lincoln diventa una immagine in miniatura della madre patria. Il progresso portato nell'isola convincerà i naufraghi a dismettere questo nome e a chiamarsi "coloni". Ma questa vittoria sulla natura è solo momentanea; a un certo punto il quadro cambia radicalmente e la natura si ribella alla sottomissione e si manifesta in tutta la sua forza distruttiva che avrà la meglio, in maniera tragica e definitiva, sulle sorti progressive della scienza e dello sviluppo.
Il romanzo è di fatto diviso in due parti; la prima racconta la civilizzazione dell'isola, che diventa una piccola America, mentre la seconda racconta la strenua battaglia dei coloni per non perdere la loro isola, difendendola sia da attacchi esterni e ostili che da una misteriosa presenza benefica. Infatti anche tale benefica presenza, che ha caratteristiche sovrannaturali e divine, minaccia l'autonomia e la sovranità dei coloni. Specialmente nella seconda parte la farà da padrona una suspense fatta di indagini, dubbi, domande e ricerca. La costruzione stessa della narrativa ha doti magnetiche e attrae il lettore coinvolgendolo appieno nell'atmosfera dell'isola: finalmente è l'isola Misteriosa.

## Trama
(Jules Verne, L'isola misteriosa)

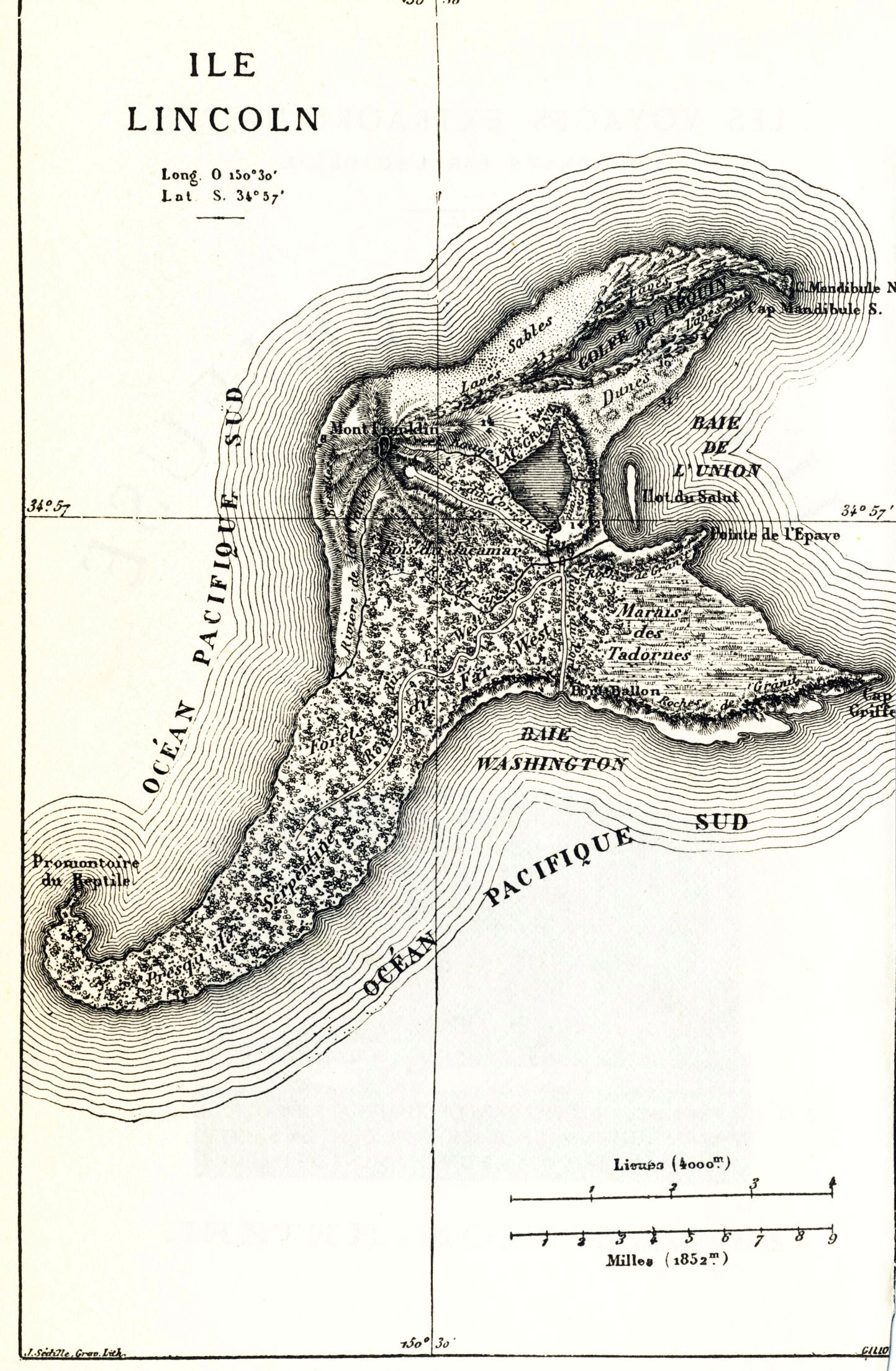
Mappa dell'"isola Lincoln"

Durante l'assedio di Richmond nel 1865 nella guerra di secessione americana, cinque prigionieri (Cyrus Smith, Gideon Spilett, Nabucodonosor (Nab), Bonadventure Pencroff e Harbert Brown) decidono di fuggire dalla città in una maniera piuttosto inusuale, rubando un pallone a gas.
Dopo numerosi giorni di volo in balia di una tempesta il gruppo naufraga su un'isola vulcanica che decidono di chiamare "isola Lincoln", in onore del presidente statunitense Abraham Lincoln. Con l'aiuto del geniale ingegnere Smith, i cinque riescono a mantenersi sull'isola, procurandosi il cibo con la caccia e producendo di tutto (fuoco, ceramiche, mattoni, nitroglicerina, ferro e anche un semplice telegrafo elettrico), e tentano anche di costruire una nave in grado di affrontare il mare e riescono a determinare la loro posizione geografica. Deviando il corso di un fiume portano alla luce alcune grotte nelle quali ricavano una confortevole residenza, il "Granite Palace" (Palazzo di Granito). Adottano e addomesticano anche un orango, a cui danno il nome di Jupiter (Jup).
Durante il loro soggiorno sull'isola, mentre i coloni si destreggiano a sopravvivere, succedono però diversi fatti misteriosi e inesplicabili: come Smith sia riuscito a sopravvivere alla sua caduta dal pallone, il misterioso salvataggio del suo cane da una bestia marina, una cassa piena di equipaggiamento con armi e utensili, la scoperta di un messaggio in mare con una richiesta d'aiuto, e il ritrovamento di una pallottola di piombo nel corpo di un maialino. Questi eventi, sempre favorevoli al gruppo, vengono inizialmente giustificati con qualche improbabile caso fortuito, ma con il tempo si fanno sempre più inesplicabili e palesi, finché diventa chiaro ai coloni che qualche misteriosa entità benevola si prodiga per loro. Smith, uomo di scienza e razionale, è deciso a venire a capo del mistero, mentre Pencroff e Nab, uomini più semplici, accettano questi aiuti che ascrivono a un'entità quasi sovraumana.
Dopo il ritrovamento del messaggio, che galleggiava in una bottiglia, il gruppo decide di usare la nave appena costruita per esplorare la vicina isola Tabor, dove ha apparentemente trovato riparo un naufrago. Quest'ultimo si rivela essere Ayrton (stabilitosi lì al termine del romanzo I figli del capitano Grant) che, abbrutito dalla solitudine e dal rimorso di un passato criminale, vive come una bestia selvaggia. Una volta riportatolo alla civilizzazione, i protagonisti, ritornando all'isola Lincoln, si perdono a causa della tempesta, ma ritrovano la strada grazie a un fuoco, che nessuno pare avere acceso.
Giungono quindi gli ex compagni di Ayrton, una ciurma di efferati pirati che tenta di usare l'isola Lincoln come nascondiglio, saccheggiando e distruggendo le opere costate ai coloni tanta fatica e lavoro. Dopo alcuni combattimenti contro i protagonisti la nave pirata viene distrutta da una misteriosa esplosione e i pirati stessi vengono ritrovati morti, apparentemente in combattimento, ma senza ferite visibili. Il giovane Herbert è però rimasto ferito da una pallottola, e una volta che viene indebolito dalla malaria, pare sia destinato alla morte. D'un tratto il misterioso benefattore si rivela in modo inequivocabile: nella casa di granito è comparsa inspiegabilmente una confezione di chinino, antipiretico ideale per curare la malattia. Per molte pagine i coloni cercheranno di trovare il dominus dei loro destini, colui che veramente è padrone dell'isola, che ha accettato e favorito la loro presenza, ma che si paleserà solo quando vorrà lui, come fosse una vera divinità. La ricerca, una minuziosa esplorazione dell'isola, conduce a un esito negativo, dice Cyrus Smith: nell'isola non c'è nessuno.
In seguito il segreto dell'isola viene rivelato: è il nascondiglio del Capitano Nemo e del suo Nautilus (dal romanzo Ventimila leghe sotto i mari), che ha assistito per caso al naufragio dei protagonisti e subito si è affezionato a loro per il loro coraggio e operosità. Il Capitano Nemo, ormai anziano e ultimo sopravvissuto del suo equipaggio, ha soccorso gli eroi, fatto ritrovare la cassa, affondato la nave pirata con una torpedine e ucciso i pirati con il suo fucile elettrico. Nemo muore di vecchiaia e il Nautilus viene affondato in modo da diventare la sua tomba.
Infine l'isola esplode in un'eruzione vulcanica e i naufraghi, pur avvertiti da Nemo, si ritrovano su un piccolo scoglio, ultimo resto della Granite House, ma vengono salvati dal Duncan, il panfilo di Lord Glenarvan su cui hanno navigato i protagonisti di I figli del capitano Grant, tornato per raccogliere Ayrton e persino venuto a cercare i naufraghi a seguito di un messaggio lasciato sull'isola Tabor da Nemo.
Questo pare sia il vero finale del libro: i coloni che vedono distrutto il loro mondo. Ma Verne aggiunge ancora un breve racconto nel quale i coloni riparano in America riproducendo l'isola di Lincoln in miniatura e nelle campagne americane, che verrà definita dall'autore "isola in terra ferma". La nostalgia dei naufraghi sull'isola era per la madre patria, ma una volta tornati alla civiltà sarà per l'isola della quale erano diventati coloni.

## Personaggi
- Cyrus Smith, ingegnere che viene catturato nella guerra di secessione, contemporaneamente a Spilett. Non vuole dividere il gruppo, se non quando è strettamente necessario.
- Gedeon Spilett, giornalista del New York Herald, che rimane impassibile a cercare di prendere appunti anche nel momento della cattura e quando sembra attaccato dagli orsi. In una delle più importanti vittorie, invece che i suoi piccoli messaggi chiari e sintetici, manda assieme alla notizia la Genesi con il telegrafo locale.
- Bonadventure Pencroff, marinaio nativo di Martha's Vineyard, come viene accennato nella costruzione del bastimento.
- Herbert Brown, ragazzo appassionato di scienze naturali, a cui varie volte viene salvata la vita per mezzo di Nemo o Ayrton "Ben Joyce".
- Nabucodonosor, detto Nab, servitore fedele di Cyrus, che, sebbene libero, non vuole allontanarsi dal padrone, e si fa catturare apposta per trovarlo.
- Ayrton o Ben Joyce, marinaio, pirata e naufrago, che viene salvato da Pencroff, Herbert e Spilett dalla vicina isola di Tabor.
- Capitano Nemo, il cui vero nome è Principe Dakkar, in esilio volontario sull'isola e che si prende a cuore il destino dei naufraghi.

## Adattamenti

### Cinema
- L'isola misteriosa (The Mysterious Island), di Benjamin Christensen, Lucien Hubbard e Maurice Tourneur (1929); liberamente basato sul romanzo, parzialmente muto; pur essendo stato girato anche a colori, sopravvivono solo copie in bianco e nero.
- Таинственный остров (Tainstvennyy ostrov) di Eduard Pentslin (1941); film sovietico; il Capitano Cyrus è interpretato da Alexei Krasnopolsky.
- Mysterious Island (1951) di Spencer Gordon Bennet, con Richard Crane e Marshall Reed.
- L'isola misteriosa (Mysterious Island, conosciuto anche come Jules Verne's Mysterious Island) di Cy Endfield (1961); effetti speciali di Ray Harryhausen; il Capitano Nemo è interpretato da Herbert Lom.
- L'isola misteriosa e il capitano Nemo di Juan Antonio Bardem e Henri Colpi (1973), coproduzione Italia/Francia/Spagna con Omar Sharif.
- Una produzione di Hong Kong del 1982 diretta da Cheh Chang.
- Talismi Jazeera di Saeed Rizvi (1992), film pakistano.
- Viaggio nell'isola misteriosa (Journey 2: The Mysterious Island, 2012) di Brad Peyton, film statunitense.

### Televisione
- Mysterious Island (1975), serie TV australiana.
- L'isola misteriosa (The Mysterious Island) di Leif Gram (1975), film d'animazione per la televisione australiano
- Mysterious Island (1995), serie TV statunitense di una stagione, con Alan Scarfe nella parte di Cyrus Smith.
- L'isola misteriosa (Mysterious Island) di Russell Mulcahy (2005), film per la televisione, con Patrick Stewart nel ruolo del Capitano Nemo.
- Jules Verne's Mysterious Island di Mark Sheppard (2012), film per la televisione prodotto dal canale Syfy.

### Altre opere derivate
- L'isola misteriosa ha avuto una riduzione a fumetti per la rivista Il Giornalino nel 1970, per i disegni di Franco Caprioli
- L'anime giapponese Nadia - Il mistero della pietra azzurra, della Gainax, è parzialmente ispirato a questo libro e ne riprende alcune scene.
- The Adventure Company ha prodotto due videogiochi per PC: Il ritorno all'isola misteriosa e Ritorno all'isola misteriosa 2 - Il destino di Mina, in cui si gioca nei panni di una naufraga sull'isola Lincoln che scopre la storia dei naufraghi del romanzo.
- Mysterious Island è un'area di Tokyo DisneySea, ispirata al romanzo di Verne. Al suo interno troviamo due attrazioni ispirate a 2 romanzi dello scrittore francese: Journey to the Center of the Earth (ispirata a Viaggio al Centro della Terra) e 20.000 Leagues Under the Sea (ispirata a 20000 leghe sotto i mari)

## Edizioni

### Edizioni integrali italiane
- L'isola misteriosa, Collezione Viaggi straordinari, Milano, Tipografia Editrice Lombarda, 1875,  p. 707.
- L'isola misteriosa, traduzione di Lorenza Ester Aghito, Sesto San Giovanni (MI), A. Barion, 1932. - Collana Corticelli n.11, Milano, Mursia, 1964, ISBN 88-425-2335-6, pp.485, cap.62; Collana Hetzel n.XI-XII, Mursia, 1980.
- L'isola misteriosa, traduzione di Sestilio Montanelli[4], Collana L'Elefante n.2, Milano, Longanesi, 1947-1964,  p. 720.
- L'isola misteriosa, traduzione di Gino Cornali, Milano-Messina, Principato, 1950.
- L'isola misteriosa, traduzione di e cura di Luciano Tamburini, Collana i millenni, Torino, Einaudi, 1995,  p. 498, ISBN 978-88-06-13926-1.
- L'isola misteriosa, a cura di Jacopo De Michelis, Collana Grandi Classici tascabili, Venezia, Marsilio, 1999,  p. 624, ISBN 978-88-317-7249-5.
- L'isola misteriosa, traduzione di Bruno Amato, Collana UEF. I Classici, Milano, Feltrinelli, 2022, ISBN 978-88-079-0421-9.

### Edizioni parziali italiane
- L'isola misteriosa, traduzione di A. Falchetto, Firenze, Bemporad, 1914.
- L'isola misteriosa, traduzione di Mary Tibaldi Chiesa, Collana La Scala d'oro, Torino, UTET, 1935.
- L'isola misteriosa, traduzione di Maria Banti, Collana I Grandi Libri, Firenze, Salani, 1956.
- L'isola misteriosa, traduzione di Salvatore Gazzera, Collana La Ginestra n.8, Editrice Piccoli, 1958.
- L'isola misteriosa, traduzione di P. Roudolph [i.e., Raoul Traverso ], Roma, Edizioni Paoline, 1966.
- L'isola misteriosa, traduzione di Anna Maria Padelletti, Collana Le Querce n.10, Bologna, Capitol, 1966, 1974.
- L'isola misteriosa, traduzione di Renzo Rossi, Collana di Narrativa per la scuola, Novara, De Agostini, 1984.